# 克雷日诺农村居民点
克雷日诺农村居民点（俄语：Крыжинское сельское поселение）是俄罗斯联邦布良斯克州茹科夫卡区所属的一个农村居民点。其下辖有9个居民点，行政中心为克雷日诺。据2015年统计，该农村居民点的人口为1412人。